# Тарасівка (Бердянський район)
Тара́сівка — село в Україні, у Чернігівській селищній громаді Бердянського району Запорізької області. Населення становить 98 осіб (1 січня 2015). До 2016 орган місцевого самоврядування — Ільїнська сільська рада.
Село тимчасово окуповане російськими військами 24 лютого 2022 року.

## Географія
Село Тарасівка лежить на лівому березі річки Юшанли, вище за течією на відстані в 2,5 км розташоване село Нельгівка (Приморський район), нижче за течією на відстані 4,5 км розташоване село Бойове.

## Історія
1862 — дата заснування.
Населений пункт утворився з хутора, який виник на місці ногайського аулу Кагач, поряд з Муравським шляхом, на якому біля мосту була корчма. На початку XX ст. тут поселився генерал Петро Лековацький, який був одним із найзаможніших людей краю. Його дружина, лікар за освітою, надавала медичну допомогу жителям довколишніх сіл. На хуторі була й дача Бердянського міського голови Анопова О. В. Пізніше сюди переселилися сім'ї які наймитували в генерала.
7 (20) листопада 1917 року, відповідно до Третього Універсалу Української Центральної Ради, увійшло до складу Української Народної Республіки.
У роки революції та громадянської війни на хуторі побували і війська білих і червоних і Махна і німців. Генерал емігрував із сім'єю до Америки.
1921 року на хутір переселилися жителі с. Юр'ївка Приморського району. Це були українські селяни, які назвали село на честь Кобзаря. Отримавши землю, селяни господарювали, зводили будинки. 1924 року відкрили початкову школу.
У період колективізації й сталінських репресій радянська влада розкуркулила 30 сімей, 25 чоловік було репресовано. Майже всі вони загинули в сталінських таборах.
В селі утворено колгосп ім. Шевченка. Перед війною в селі проживало в 120 сім'ях понад 500 осіб. Село належало до Приморського району. На фронті воювало 120 тарасівців, 89 з яких загинули. Волошко Григорій Семенович за участь у десанті під час визволення м. Миколаїв був удостоєний звання Героя радянського союзу (посмертно).
Після війни село швидко відбудували. 1965 року село переходить у підпорядкування Чернігівського району. Село потрапляє у розряд неперспективних. 1977 року закривають школу, населення від'їздить із села. На початку XXI ст. в селі працює кілька фермерських господарств і селян-одноосібників.
12 червня 2020 року, відповідно до розпорядження Кабінету Міністрів України № 713-р «Про визначення адміністративних центрів та затвердження територій територіальних громад Запорізької області», село увійшло до складу Чернігівської селищної громади.
19 липня 2020 року, в результаті адміністративно-територіальної реформи та ліквідації Чернігівського району, село увійшло до складу Бердянського району.

## Населення

### Мова
| українська мова | російська |
| --------------- | --------- |
| 86.90 %         | 13.10 %   |

## Відомі люди
У селі Тарасівка народився Герой Радянського Союзу Волошко Григорій Семенович.